# Дарницький міст
Дарницький міст — залізничний міст через річку Дніпро у Києві. Збудований у 1951 році.

## Міст Аманда Струве
Перший міст на цьому місці було збудовано протягом 1868—1870 років за проєктом А. Струве. Міст мав 11 опор і 12 прольотів по 292 фути (89 метрів) кожен. Загальна довжина мосту становила 1067,6 м (500,4 сажені). Міст мав одну залізничну колію. Опори мосту були споруджені за кесонною технологією. 12 (24) лютого 1870 року під час випробування, по мосту проїхав спеціальний випробувальний поїзд у складі шести паровозів.
У червні 1920 року міст був підірваний відступаючими польськими військами, відновлений вже 10 вересня 1920 року. 19 вересня 1941 року міст був знищений радянськими військами при відступі. Під час німецької окупації був відновлений, остаточно був зруйнований німецькими військовими у кінці жовтня — на початку листопада 1943 року. Після визволення Києва за 14 днів і ночей, з 7 по 20 листопада 1943 року, поруч був споруджений тимчасовий низьководний залізничний міст, який навесні 1944 року був замінений тимчасовим висоководним.

## Дарницький залізничний міст

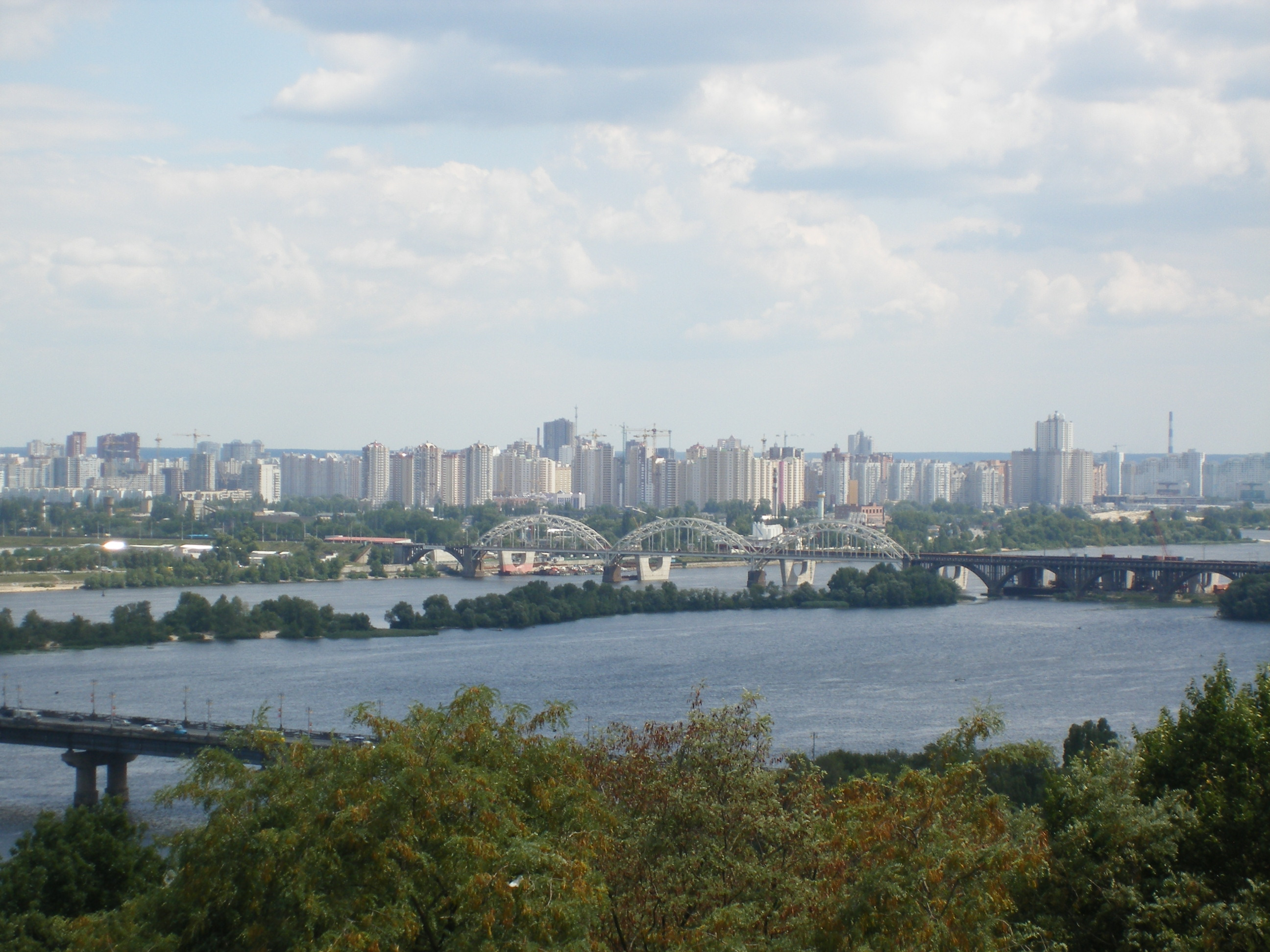
Вид на дарницький залізничний міст з правого берегу Дніпра

Нинішній міст споруджено дещо південніше від колишнього моста Струве за проєктом Київської філії тресту «Проєктстальконструкція» (головний інженер проєкту М. С. Руденко). У 1946—1950 роках будували опори моста (бики) на забивних залізобетонних палях і проміжні опори на кесонах, які виготовляли поточно-швидкісним методом та опускали гідромеханізованим способом (так званий «сліпий кесон»). Прогонні будови моста були виготовлені на Дніпропетровському заводі металоконструкцій ім. І. В. Бабушкіна та змонтовані Мостозагоном № 2 під керівництвом І. Ю. Баренбойма. Міст на дві залізничні колії запроєктований за асиметричною схемою. Ближче до лівого берега розташовані три великих судноплавних прольоти по 106 м, перекритих арковими металевими фермам з рухом поїздів у нижній частині. Мілководна правобережна частина русла перекрита дванадцятьма меншими (по 53 м) монолітними залізобетонними арками із збірною стояковою надводною будовою, розрахованою на проїзд угорі. Всі опори моста — масивні, монолітні, облицьовані гранітом.

## Залізнично-автомобільний міст
У 2004—2012 роках за 40 м південніше Дарницького залізничного мосту було споруджено комбінований залізнично-автомобільний міст.
У 2023 році було завершене будівництво з'їздів на лівому березі Дніпра.